# Тарт
Тарт, рідше та́рта (фр. tarte) — відкритий пиріг з начинкою всередині, що не покрита тістом. Зазвичай тарт виготовляють з пісочного тіста. Начинка може бути солодкою чи пікантною, тому тарт може бути як десертом, так і основною стравою; хоча сьогодні зазвичай виготовляють фруктові тарти, які інколи наповнюють заварним кремом. Тарти, приготовані в маленьких формочках, називаються тарталетками. Поняття тарт, пиріг, кіш і флан частково збігаються та не мають дуже суттєвих відмінностей.

## Історія
Французьке слово тарт можна перекласти як пиріг чи тарт, бо ці два поняття позначають майже одне й те саме, за винятком того, що в пирозі верх часто покритий тістом, тоді як у флані й тарті верх відкритий.
Вважається, що тарти походять від традиції готування нашарованих страв, або є продуктами середньовічної традиції приготування пирогів. Пісочне тісто вперше почало широко використовуватися з 1550 року, приблизно через 200 років після винайдення пирогів. У той час тарти вважалися престижними й популярними серед еліти, на відміну від звичайних пирогів. Будучи спочатку пікантним з м'ясною начинкою, тарт змінився під тиском нових кулінарних смаків, які призвели до того, що більшість сучасних тартів наповнюють фруктами та заварним кремом.
Ранньою версією тарта була італійська кростата, відома принаймні з XV століття. Вона описується як «вільна сільська інтерпретація фруктового тарта».

## Опис
Тарти зазвичай стоять без опору завдяки міцному шару тіста, густому наповненню та перпендикулярній формі, тоді як пироги можуть мати м'яке тісто, більш розпливчасте наповнення та похилу форму, тому їх підтримує тарілка.
Тарти випікаються у вигляді звичайного коржа, або в спеціальних плоских формах для випічки з рифленим краєм, чи у формах для тортів. Як начинка для тарта використовуються фрукти, овочі, гриби, м'ясо, риба, а також можуть використовуватися різноманітні соуси й креми.
Тарти можна запікати в духовках, печах і навіть барбекю. При використанні останнього способу виходить унікальний неповторний смак страви із нотами димку.

## Різновиди
Найпопулярнішими солодкими тартами вважаються тарт Татен, заварний тарт, паштел-де-ната, тарт з меренгою та інші. Також до популярних тартів можна віднести тарти з джемом, чий смак визначає забарвлення тарту.
Піца може вважатися одним з найпопулярніших видів тартів. До популярних пікантних тартів також відносять кіш, німецький цибулевий пиріг і тарт фламбе.

## Галерея

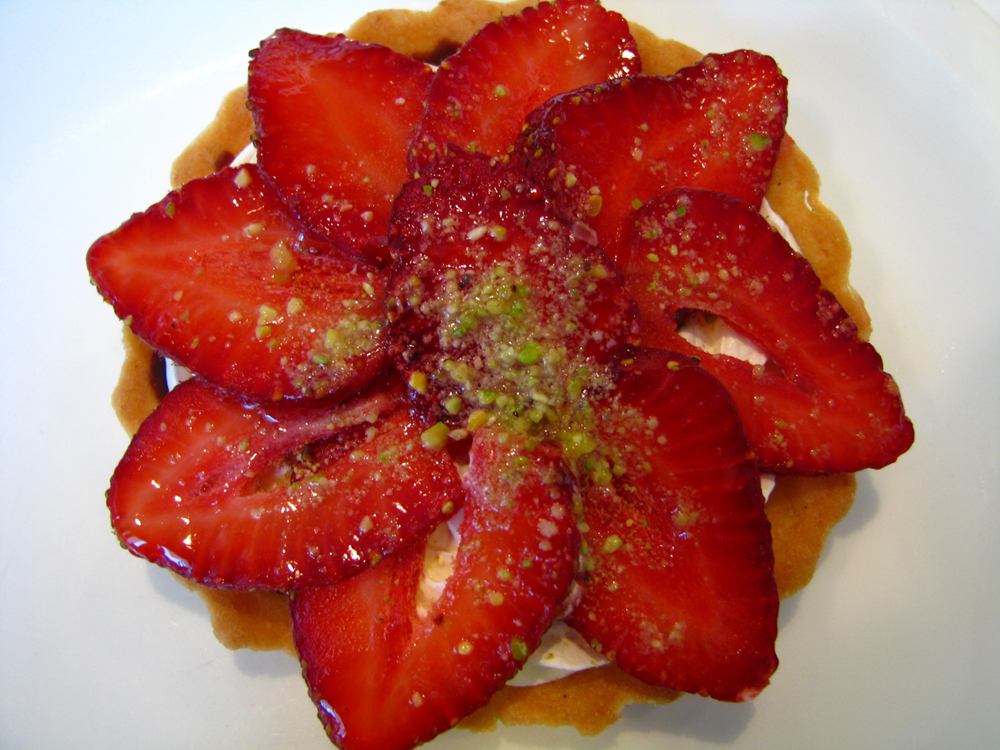
Полуничний тарт
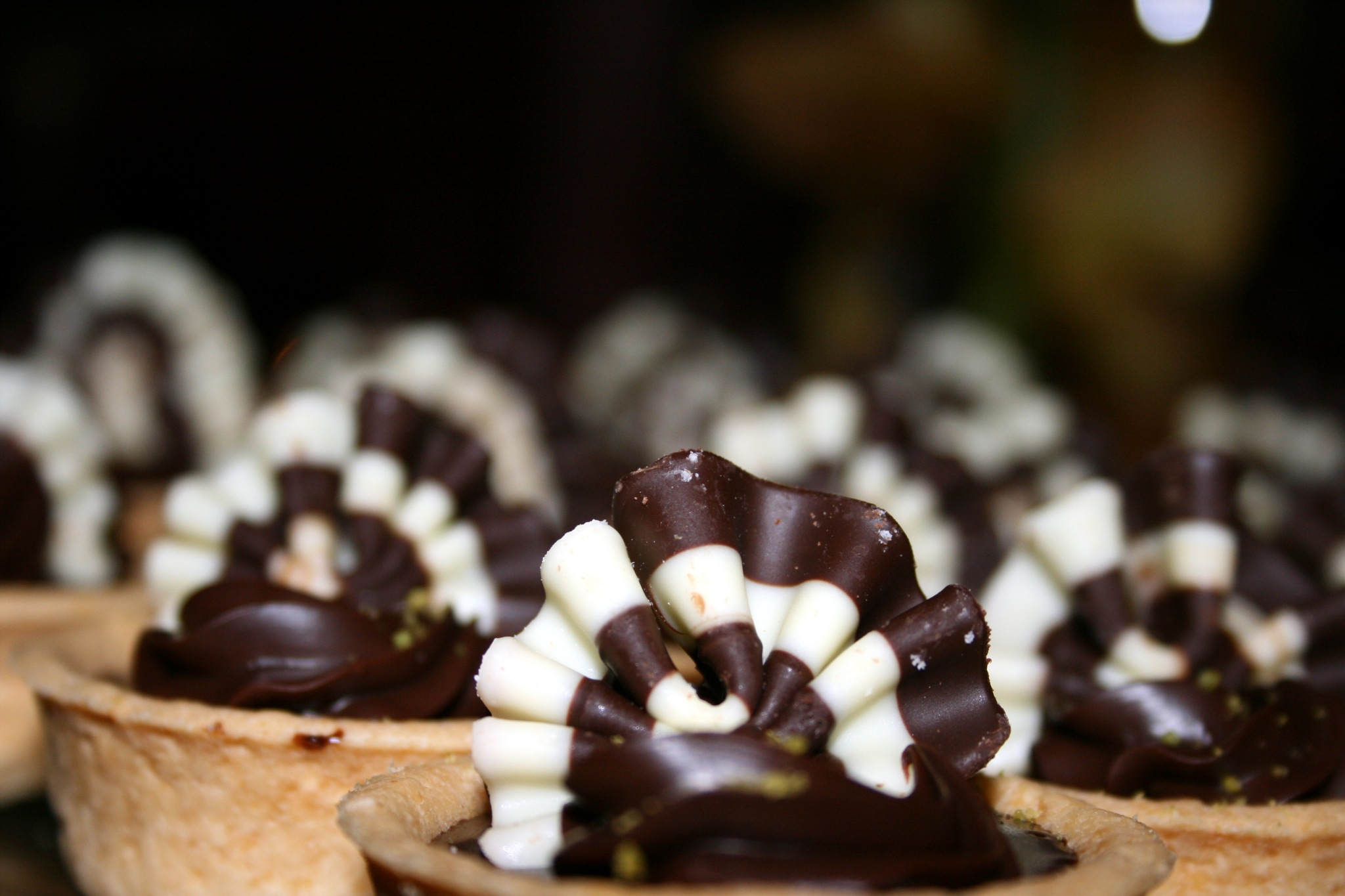
Шоколадний тарт
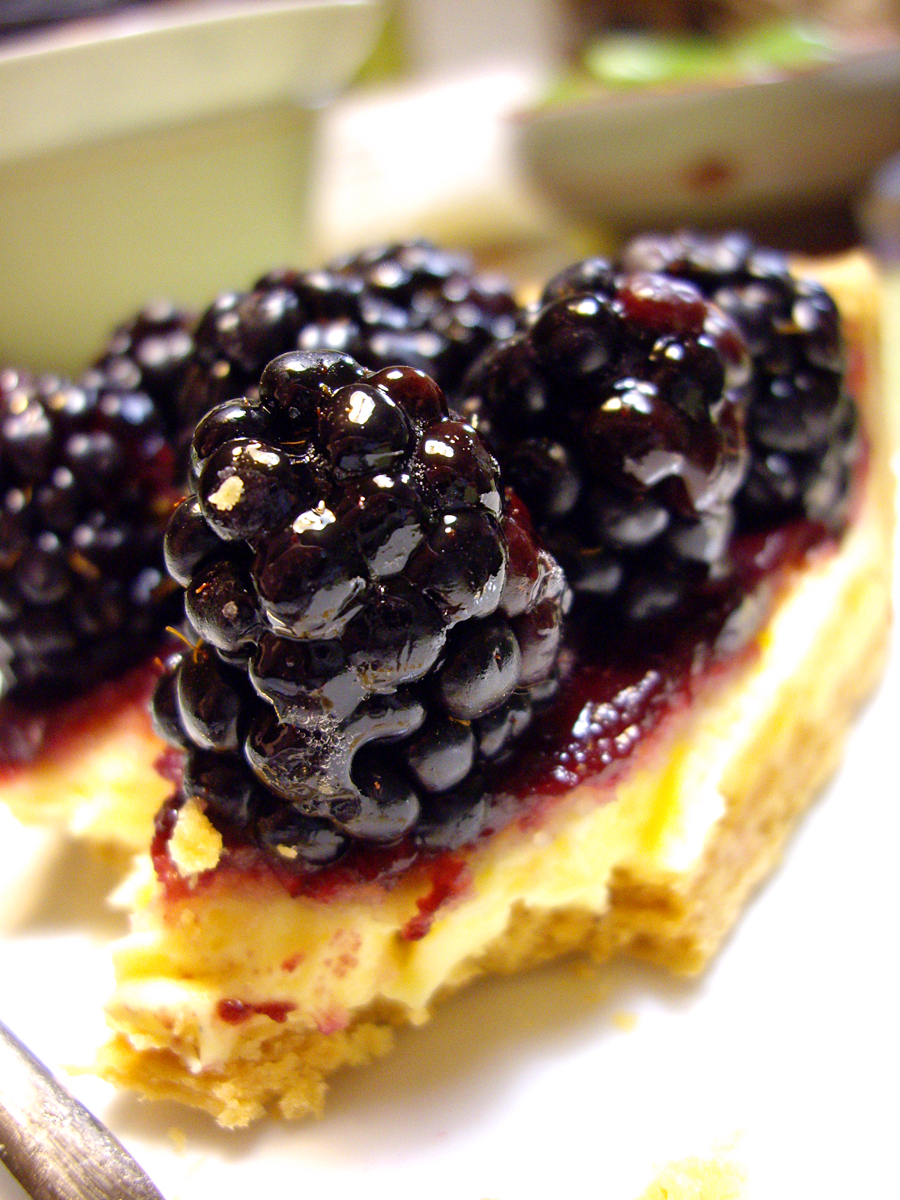
Мексиканський ожиновий тарт
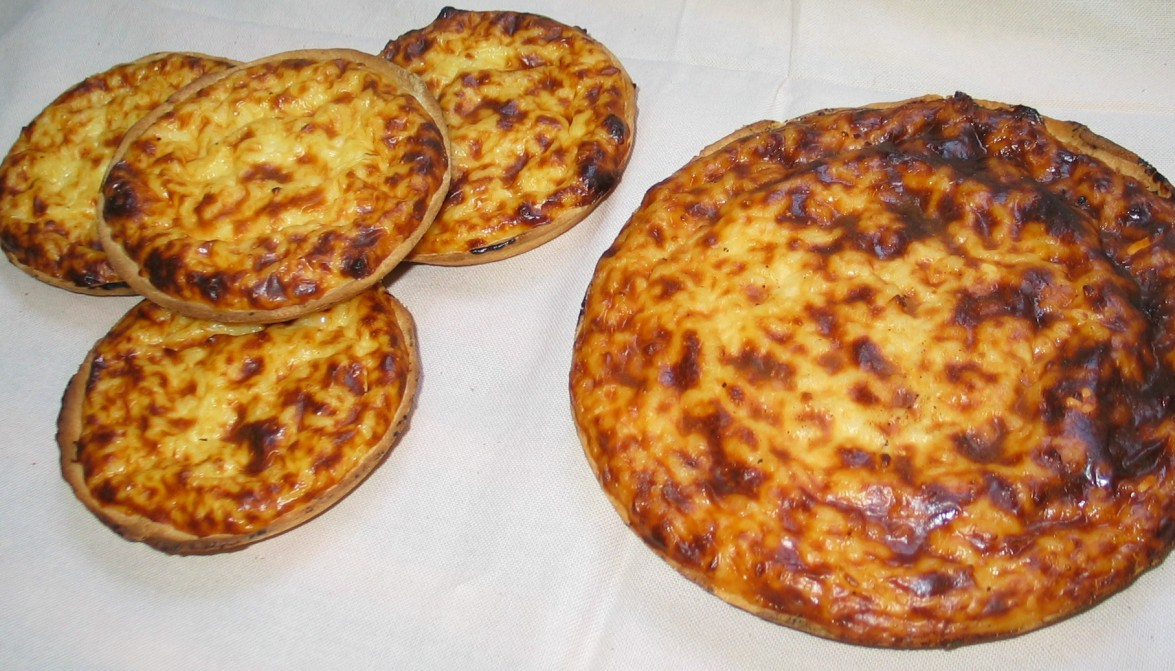
Рисовий флай
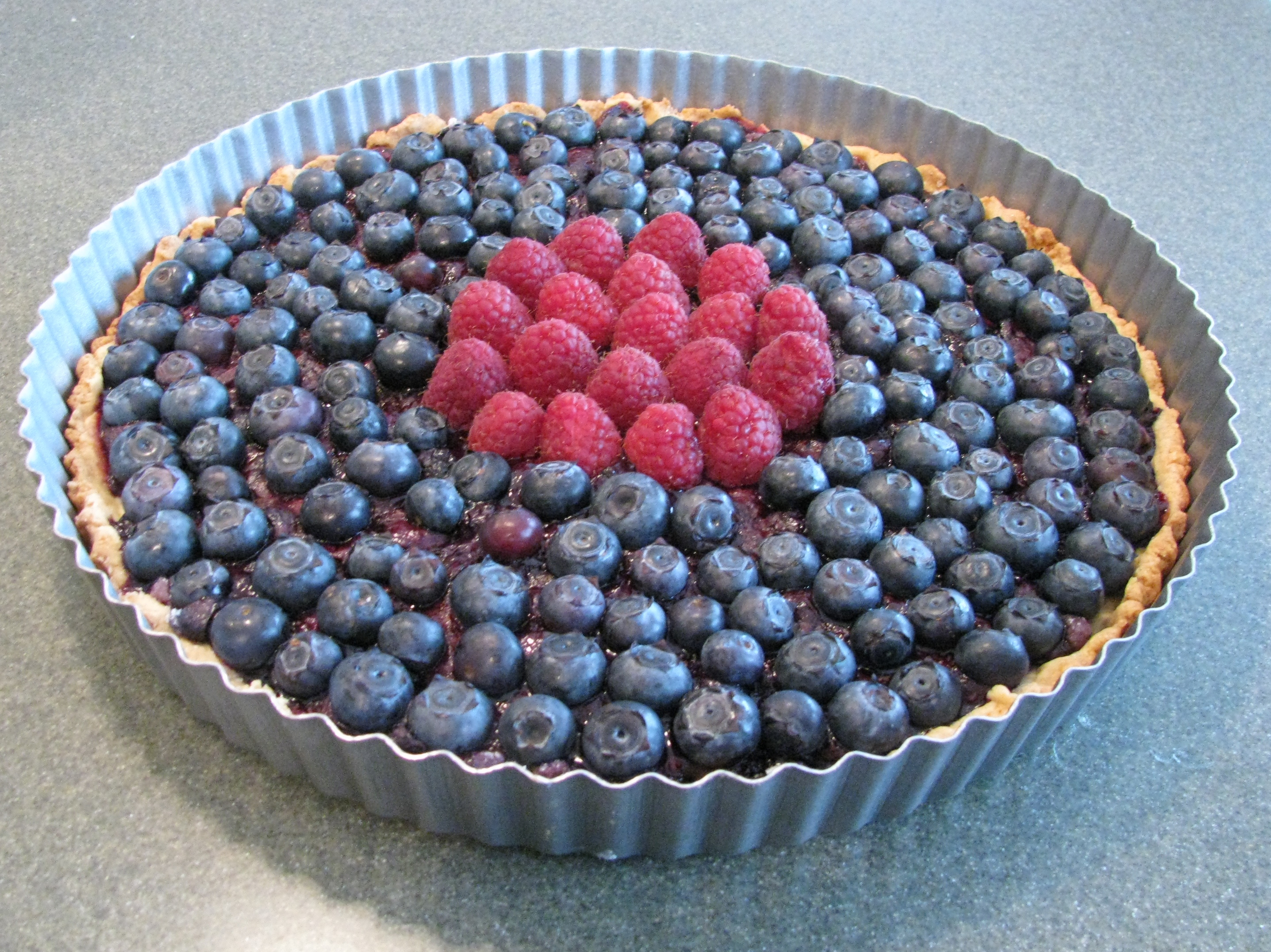
Лохиново-малиновий тарт
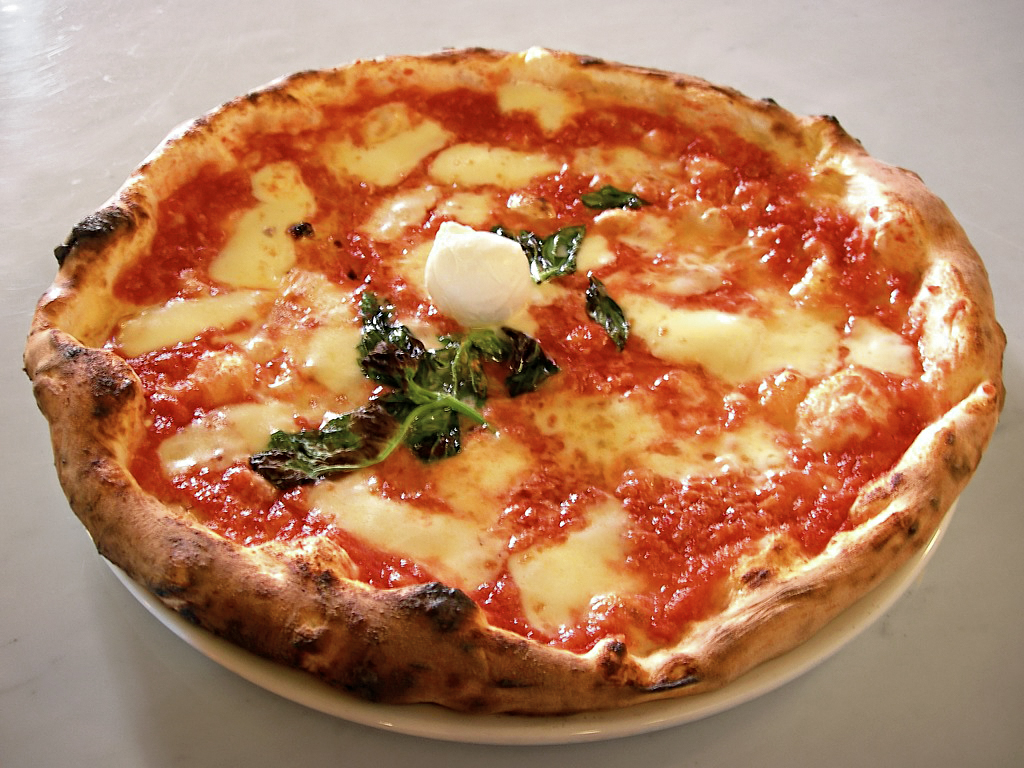
Піца — це також тарт
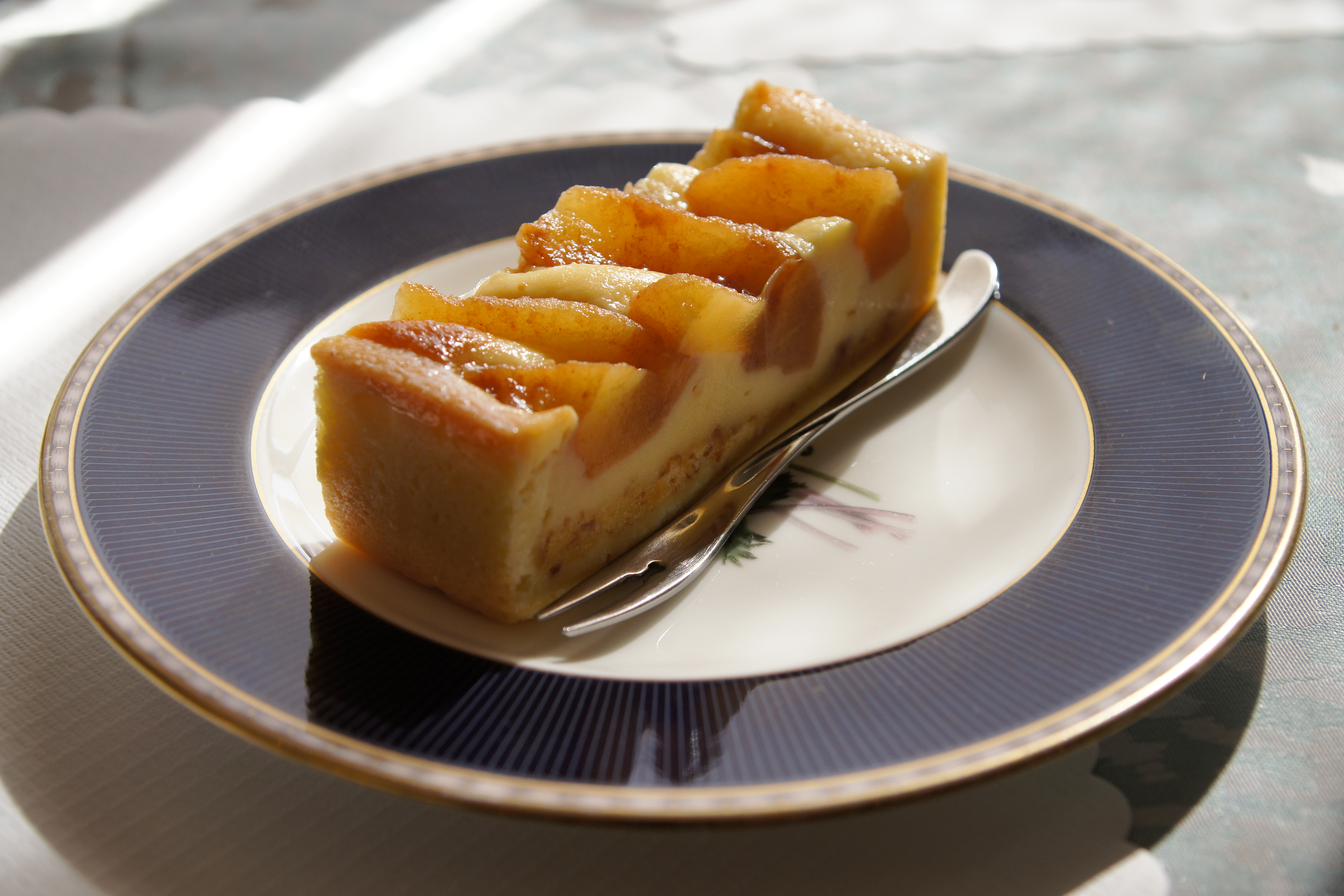
Шматок яблучного тарта
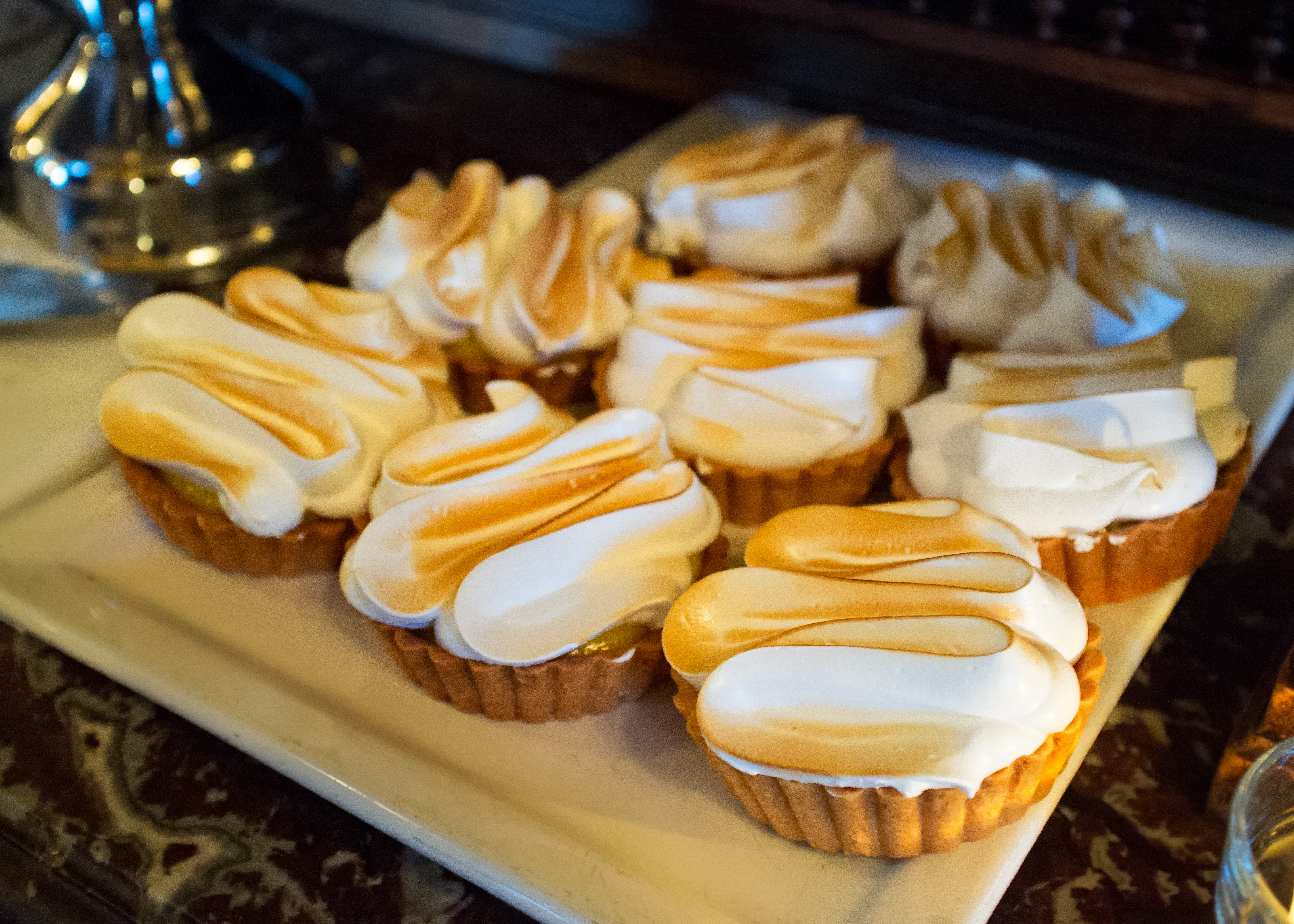
Лимонні тарти з меренгою
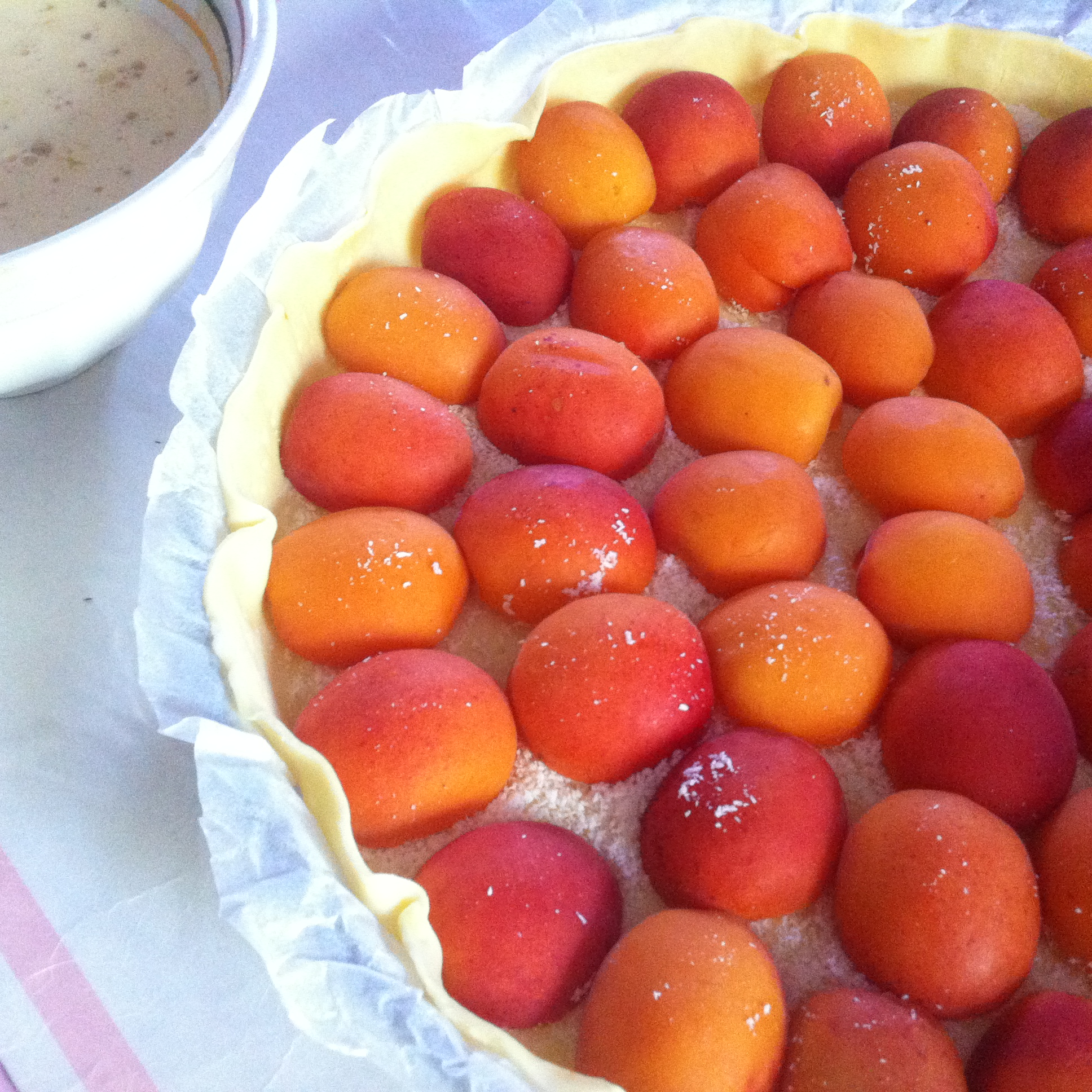
Абрикосовий тарт
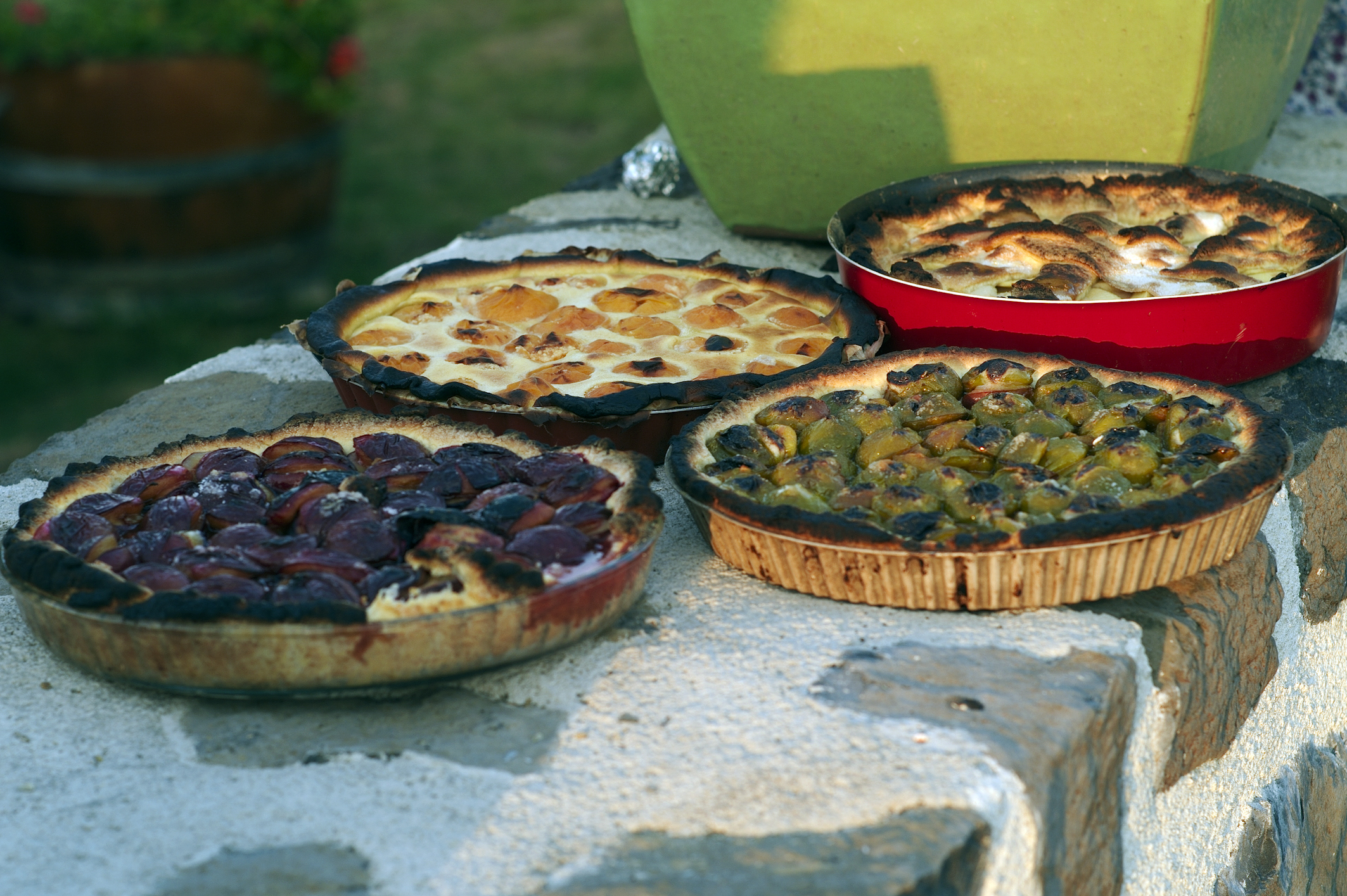
Чотири фруктові тарти